# Madrid-Chamartín-Clara Campoamor
Madrid-Chamartín-Clara Campoamor – stacja kolejowa w Madrycie. Jest położona w północnej części miasta. Drugi pod względem wielkości dworzec kolejowy w Madrycie, położony w północnej części miasta. Dworzec został wybudowany i oddany do użytku w 1982 r., w związku z mistrzostwami świata w piłce nożnej w 1982 r. w Hiszpanii. Następnie zbudowano bezpośrednie połączenie torowe z największym dworcem Madrytu. Po generalnym remoncie i schowaniu platform peronowych i całego wyposażenia dworca pod ziemię wybudowano perony do odprawy superszybkich hiszpańskich pociągów AVE. W uzupełnieniu ruchu na terenie miasta jak i aglomeracji znajduje się tutaj również stacja linii  metra, od 30 marca 2007 r. dociera tu także linia  w kierunku centrum miasta. Połączenie z dworcem Atocha zapewnia zarówno metrem jak i pociągi podmiejskie – Cercanías.